# Марена красильная
Маре́на краси́льная (лат. Rubia tinctórum) — многолетнее травянистое растение с деревянистым горизонтальным корневищем и разветвлёнными лазящими побегами высотой до 1,5—2 метров; вид рода Марена семейства Мареновые (Rubiaceae)
Исторически известен ряд общеупотребимых русских названий растения: ализарин, зеленица, бруск, крап, красильный корень, марина, марзана. 

## Распространение и условия произрастания
Исходный ареал марены красильной — Средиземноморье, Малая и Средняя Азия, Восточная Европа. Как одичавшее растение встречается на юге европейской части России, на Кавказе, местами — натурализовавшееся.
Растёт в приречных древесно-кустарниковых зарослях, по берегам оросительных каналов, на галечниках, остепнённых лугах, опушках, в светлых сосновых лесах, в заброшенных садах, виноградниках и вдоль заборов.
Марена красильная — теплолюбивое и влаголюбивое растение с длинным вегетационным периодом. В засушливые годы развивается слабо, семенная продуктивность значительно снижена.
Растение нетребовательно к механическому составу почв: растёт на песках, суглинках и солонцах, однако наиболее благоприятными для марены (особенно при выращивании в культуре) являются лёгкие и средние по механическому составу плодородные почвы.

## Ботаническое описание

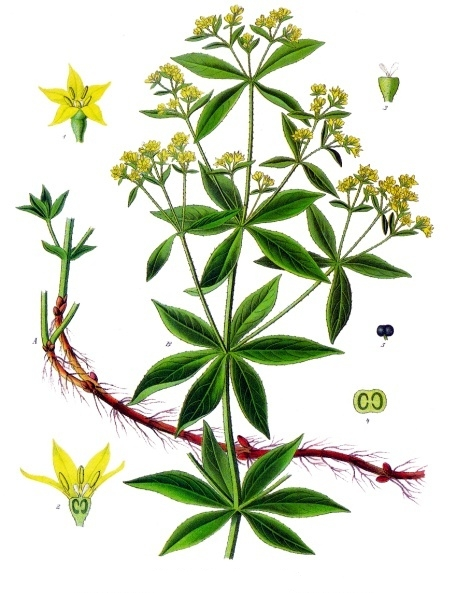

Растение с мощным главным корнем, от которого отходят толстые корневища. Корни и корневища покрыты красновато-бурой отслаивающейся корой.
Тонкие, лазающие, сильноветвящиеся четырёхгранные стебли марены по рёбрам усажены загнутыми назад колючими шипиками. Побеги начинают расти в середине мая.
Листья плотные, жёсткие, светло-зелёные, снизу и по краям с частыми согнутыми шипиками, ланцетные или эллиптические, до 10 см длиной, до 3 см шириной, сидячие или на коротком крылатом черешке, расположены в мутовках по 2—4—6 шт.
Цветки мелкие, звёздчатые, жёлтой окраски, в верхушечных и пазушных полузонтиках. Венчик воронковидный, с 4 (5) наверху расходящимися долями отгиба, в 1,5 раза превышающими трубку. Растение цветёт с июня по август.
Плоды — сочные чёрные костянки, 5—9 мм длиной, 1—2-семянные — созревают в августе — ноябре на первом году вегетации.
Размножается семенами и вегетативно, в культуре — семенами и отрезками корневищ.

## Химический состав
В корневищах марены красильной содержатся органические кислоты (яблочная, винная, лимонная), тритерпеноиды, антрахиноны, иридоиды, сахара, белки, аскорбиновая кислота и пектиновые вещества.
В надземной части обнаружены углеводы, иридоиды, фенолкарбоновые кислоты и их производные, кумарины, флавоноиды (кверцетин, кемпферол, апигенин, лютеолин и др.).
В листьях — флавоноиды и иридоиды.
В цветках — флавоноиды гиперозид и рутин.

## Применение

### В качестве краски
История выращивания марены в первую очередь связана с её применением в качестве красящего вещества ярко-красного цвета.
Для получения красителей используются корни двулетних растений. В зависимости от протравки получаются красители разного цвета — красного, розового, пурпурного, оранжевого и коричневого.
Экстракты марены, выпускаемые под названием крапп, были наиболее популярны в XIX веке — до начала эры анилиновых красителей.
| Департамент      | 1840   | 1862   |
| ---------------- | ------ | ------ |
| Воклюз           | 9515   | 13 503 |
| Буш-дю-Рон       | 4143   | 3735   |
| Рейн Нижний      | 727    | 273    |
| Дром             | 164    | 1104   |
| Эро              | —      | 204    |
| Всего по Франции | 14 676 | 20 468 |

Нельзя определить точно, с какого времени в России начали разводить марену. Известно, что в 1745 году Михаил Ломоносов совместно с другими профессорами Академии наук (Гмелином и Сигезбеком) исследовал присланные из Кизляра образцы марены; было предложено произвести опыты с искусственной посадкой марены. Благодаря опытам Ломоносова в 1759 году в России началось промышленное производство краппового красителя из местных ресурсов. В 1787 году правительством были выписаны семена марены из Анатолии, а в 1812 году Императорское вольное экономическое общество назначило золотую медаль и денежную награду за разведение марены лучше дикой астраханской.
Культура марены сосредоточилась в Крыму, некоторых южных губерниях и Закавказье. Разведение её оказалось прибыльным, чистый доход с десятины (то есть с 1,0925 га) за три года — период, необходимый для полного развития корней марены, — достигал более 500 рублей. Но дальнейшему успеху культуры марены помешало открытие в 1871 году искусственных ализариновых красок. С этого времени марену сажали всё реже и реже, и к концу XIX — началу XX века культура её в Российской империи сохранилась только около  Дербента и Самарканда, и то в небольшом размере. Аналогично, темпы роста посевных площадей под мареной во Франции иллюстрируют спрос на экстракт корней марены. Однако уже в конце XIX века синтетический ализарин вытеснил натуральный крапп, и марену практически перестали возделывать.
Марена широко используется в Грузии и в Армении в качестве красителя для пасхальных яиц под названием груз. ენდრო — «эндро» и арм. տորոն (торон). НаканунеПасхи продают свежие корни растения связками по 12—14 см либо измельчённые.

### В медицине
В качестве лекарственного сырья используют корневище и корень марены красильной (лат. Rhizoma et radix Rubiae), которые собирают в начале вегетации или осенью в фазу плодоношения, тщательно очищают от земли и высушивают. Используют для получения сухого экстракта.
Препараты из корней марены (настойки, отвары, сухой экстракт и др.) применяются в традиционной фитотерапии и современной медицине при заболеваниях почек — как нефролитическое средство для уменьшения спазмов и облегчения отхождения мелких камней.
Считается, что препараты из корней марены наиболее эффективны для устранения камней фосфатной и оксалатной природы.
Лекарственные препараты:
- Цистенал